# Актасты (Ескельдинский район)
Актасты (каз. Ақтасты, до 2000 г. — Белокаменка) — село в Ескельдинском районе Жетысуской области Казахстана. Входит в состав Кайнарлинского сельского округа. Находится примерно в 17 км к востоку от посёлка Карабулак. Код КАТО — 196443200.

## Население
В 1999 году население села составляло 302 человека (157 мужчин и 145 женщин). По данным переписи 2009 года, в селе проживало 306 человек (160 мужчин и 146 женщин).